# Systémologie
 (mai 2020).
Si vous disposez d'ouvrages ou d'articles de référence ou si vous connaissez des sites web de qualité traitant du thème abordé ici, merci de compléter l'article en donnant les références utiles à sa vérifiabilité et en les liant à la section « Notes et références ».
Comparativement à ses équivalents en anglais - systemology, dans d'autres langues latines - sistemologia, et en allemand - systematologie (Jean-Henri Lambert), systemologie, le terme français de systémologie n'est employé que par quelques auteurs, en particulier Stéphane Lupasco.
C'est un terme en quelque sorte « coincé » entre les termes de systémique et de systémographie.
De même que pour le terme fondateur des sciences humaines - « sociologie », le « logie » de systémologie indique une visée scientifique.
Un autre terme qui masque le mot systémologie est celui de complexité. En effet, des chercheurs comme Edgar Morin, Jean-Louis Le Moigne, et la jeune génération de systémiciens qui auraient pu se dire « chercheurs en systémologie », ont préféré parler de « recherche sur la complexité ».